# تيلاموك

موقع المدينة داخل أمريكا

تيلاموك مدينة في ولاية أوريغون الأمريكية وهي تقع جنوب شرق بحر تيلاموك بالمحيط الهادي، وقد عاش في هذه المدينة حتى أوائل القرن 19 شعب التيلاموك الذي كان يتكلم باللغة الساليشانية، بينما عدد السكان الحالي هو 4,375 حسب إحصاء سنة 2006.

## التركيبة السكانية
حدّد مكتب تعداد الولايات المتحدة بيانات التركيبة السكانية لتيلاموك في تعداد الولايات المتحدة. في ما يلي، التركيبة السكانية حسب تعدادي 2000 و2010.

### تعداد عام 2000
بلغ عدد سكان تيلاموك 4,352 نسمة بحسب تعداد عام 2000، وبلغ عدد الأسر 1,758 أسرة وعدد العائلات 1,106 عائلة مقيمة في المدينة. في حين سجلت الكثافة السكانية 882.8 نسمة لكل كيلومتر مربع (2,286.4/ميل2). وبلغ عدد الوحدات السكنية 1,898 وحدة بمتوسط كثافة قدره 385 لكل كيلومتر مربع (997.1/ميل2).
وتوزع التركيب العرقي للمدينة بنسبة 92.56% من البيض و0.16% من الأمريكيين الأفارقة و1.22% من الأمريكيين الأصليين و0.71% من الأمريكيين ذوي الأصول الآسيوية و0.16% من سكان جزر المحيط الهادئ و3.42% من الأعراق الأخرى و1.77% من عرقين مختلطين أو أكثر و11.12% من الهسبانيون أو اللاتينيون من أي عرق.
بلغ عدد الأسر 1,758 أسرة كانت نسبة 36.4% منها لديها أطفال تحت سن الثامنة عشر تعيش معهم، وبلغت نسبة الأزواج القاطنين مع بعضهم البعض 44.7% من أصل المجموع الكلي للأسر، ونسبة 12.5% من الأسر كان لديها معيلات من الإناث دون وجود شريك، بينما كانت نسبة 5.7% من الأسر لديها معيلون من الذكور دون وجود شريكة وكانت نسبة 37.1% من غير العائلات. تألفت نسبة 32.1% من أصل جميع الأسر من عدة أفراد يعيشون في نفس المنزل ونسبة 13.1% كانت تتألف من شخص يعيش بمفرده يبلغ من العمر 65 عاماً أو أكثر. وبلغ متوسط حجم الأسرة المعيشية 2.46، أما متوسط حجم العائلات فبلغ 3.08.
بلغ العمر الوسطي للسكان 33.3 عاماً. وكانت نسبة 29.1% من القاطنين تحت سن الثامنة عشر، وكانت نسبة 9.4% بين الثامنة عشر والرابعة والعشرين عاماً، ونسبة 28% كانت واقعةً في الفئة العمرية ما بين الخامسة والعشرين والرابعة والأربعين عاماً، ونسبة 19.6% كانت ما بين الخامسة والأربعين والرابعة والستين، ونسبة 13.6% كانت ضمن فئة الخامسة والستين عاماً فما فوق. يوجد لكل 100 أنثى 96.0 ذكر، ويوجد لكل 100 أنثى في الثامنة عشر من عمرها فما فوق 92.2 ذكر.
بلغ متوسط دخل الأسرة في المدينة 29,875 دولارًا، أما متوسط دخل العائلة فبلغ 36,351 دولارًا. وكان متوسط دخل الذكور 28,458 دولارًا مقابل 20,801 دولارًا للإناث. وسجل دخل الفرد الخاص بالمدينة 15,160 دولارًا. وكانت نسبة 11.8% من العائلات ونسبة 15.4% من السكان تحت خط الفقر، وكان من هؤلاء نسبة 23.7% تحت سن الثامنة عشر ونسبة 14.8% في الخامسة والستين من العمر وما فوق.

### تعداد عام 2010
بلغ عدد سكان تيلاموك 4,935 نسمة بحسب تعداد عام 2010، وبلغ عدد الأسر 2,037 أسرة وعدد العائلات 1,192 عائلة مقيمة في المدينة. في حين سجلت الكثافة السكانية 1,001 نسمة لكل كيلومتر مربع (2,592.6/ميل2). وبلغ عدد الوحدات السكنية 2,248 وحدة بمتوسط كثافة قدره 456 لكل كيلومتر مربع (1,181.0/ميل2).
وتوزع التركيب العرقي للمدينة بنسبة 86.55% من البيض و0.20% من الأمريكيين الأفارقة و1.48% من الأمريكيين الأصليين و1.05% من الأمريكيين ذوي الأصول الآسيوية و0.83% من سكان جزر المحيط الهادئ و6.91% من الأعراق الأخرى و2.98% من عرقين مختلطين أو أكثر و17.16% من الهسبانيون أو اللاتينيون من أي عرق.
بلغ عدد الأسر 2,037 أسرة كانت نسبة 33.5% منها لديها أطفال تحت سن الثامنة عشر تعيش معهم، وبلغت نسبة الأزواج القاطنين مع بعضهم البعض 39.9% من أصل المجموع الكلي للأسر، ونسبة 13.5% من الأسر كان لديها معيلات من الإناث دون وجود شريك، بينما كانت نسبة 5.1% من الأسر لديها معيلون من الذكور دون وجود شريكة وكانت نسبة 41.5% من غير العائلات. تألفت نسبة 34.5% من أصل جميع الأسر من عدة أفراد يعيشون في نفس المنزل ونسبة 15.4% كانت تتألف من شخص يعيش بمفرده يبلغ من العمر 65 عاماً أو أكثر. وبلغ متوسط حجم الأسرة المعيشية 2.41، أما متوسط حجم العائلات فبلغ 3.11.
بلغ العمر الوسطي للسكان 33.7 عاماً. وكانت نسبة 27% من القاطنين تحت سن الثامنة عشر، وكانت نسبة 9.8% بين الثامنة عشر والرابعة والعشرين عاماً، ونسبة 26.1% كانت واقعةً في الفئة العمرية ما بين الخامسة والعشرين والرابعة والأربعين عاماً، ونسبة 23.1% كانت ما بين الخامسة والأربعين والرابعة والستين، ونسبة 14% كانت ضمن فئة الخامسة والستين عاماً فما فوق. وتوزع التركيب الجنسي للسكان بنسبة 48.3% ذكور و51.7% إناث.

## المناخ
يظهر الجدول التالي التغييرات المناخية على مدار السنة لتيلاموك:
| البيانات المناخية لـتيلاموك          | البيانات المناخية لـتيلاموك | البيانات المناخية لـتيلاموك | البيانات المناخية لـتيلاموك | البيانات المناخية لـتيلاموك | البيانات المناخية لـتيلاموك | البيانات المناخية لـتيلاموك | البيانات المناخية لـتيلاموك | البيانات المناخية لـتيلاموك | البيانات المناخية لـتيلاموك | البيانات المناخية لـتيلاموك | البيانات المناخية لـتيلاموك | البيانات المناخية لـتيلاموك | البيانات المناخية لـتيلاموك |
| الشهر                                | يناير                       | فبراير                      | مارس                        | أبريل                       | مايو                        | يونيو                       | يوليو                       | أغسطس                       | سبتمبر                      | أكتوبر                      | نوفمبر                      | ديسمبر                      | المعدل السنوي               |
| ------------------------------------ | --------------------------- | --------------------------- | --------------------------- | --------------------------- | --------------------------- | --------------------------- | --------------------------- | --------------------------- | --------------------------- | --------------------------- | --------------------------- | --------------------------- | --------------------------- |
| متوسط درجة الحرارة الكبرى °ف         | 51.2                        | 53.3                        | 55.2                        | 57.7                        | 61.2                        | 64.4                        | 67.5                        | 68.7                        | 68.3                        | 62.2                        | 54.8                        | 50.1                        | 59.6                        |
| المتوسط اليومي °ف                    | 44.3                        | 45.0                        | 46.7                        | 48.8                        | 52.5                        | 56.0                        | 58.8                        | 59.3                        | 57.4                        | 52.4                        | 47.2                        | 43.2                        | 51.0                        |
| متوسط درجة الحرارة الصغرى °ف         | 37.4                        | 36.8                        | 38.1                        | 40.0                        | 43.7                        | 47.6                        | 50.1                        | 50.0                        | 46.5                        | 42.7                        | 39.6                        | 36.2                        | 42.4                        |
| الهطول إنش                           | 13.52                       | 9.69                        | 9.74                        | 7.12                        | 4.77                        | 3.57                        | 1.35                        | 1.33                        | 3.00                        | 6.93                        | 13.84                       | 13.08                       | 87.94                       |
| متوسط درجة الحرارة الكبرى °م         | 10.7                        | 11.8                        | 12.9                        | 14.3                        | 16.2                        | 18.0                        | 19.7                        | 20.4                        | 20.2                        | 16.8                        | 12.7                        | 10.1                        | 15.3                        |
| المتوسط اليومي °م                    | 6.8                         | 7.2                         | 8.2                         | 9.3                         | 11.4                        | 13.3                        | 14.9                        | 15.2                        | 14.1                        | 11.3                        | 8.4                         | 6.2                         | 10.5                        |
| متوسط درجة الحرارة الصغرى °م         | 3.0                         | 2.7                         | 3.4                         | 4.4                         | 6.5                         | 8.7                         | 10.1                        | 10.0                        | 8.1                         | 5.9                         | 4.2                         | 2.3                         | 5.8                         |
| الهطول مم                            | 343                         | 246                         | 247                         | 181                         | 121                         | 91                          | 34                          | 34                          | 76                          | 176                         | 352                         | 332                         | 2٬234                       |
| متوسط أيام هطول الأمطار (≥ 0.01 in.) | 22.8                        | 18.3                        | 21.7                        | 18.7                        | 15.9                        | 12.3                        | 7.0                         | 6.5                         | 9.8                         | 16.0                        | 22.7                        | 22.0                        | 193.8                       |
| المصدر: NOAA                         |                             |                             |                             |                             |                             |                             |                             |                             |                             |                             |                             |                             |                             |

## أعلام
- كلايتون كلاين
- بريدجيت ماركوارت